# Люсія (гора)
Гора Люсія (малай. Gunung Lucia) — гора (вулканічний конус), яка  розташована в районі Тавау, Сабах, Малайзія.  Гора, висотою приблизно 1201 м була сформована внаслідок вулканічної активності пізнього плейстоцену. Разом з горою Марія у вулканічному полі Тавау гори складаються з плейстоценового дациту.
З 1979 року він є частиною парку  Тавау-Хілл (Tawau Hills). Походи в джунглі організовуються в парку, де лісова стежка також веде до гір Магдалена та Марія.

## Дивіться також
- Список вулканів Малайзії